# Cortaderia
Cortaderia Stapf, 1897 è un genere di piante angiosperme della famiglia delle Poacee.

## Tassonomia
Il genere comprende le seguenti specie:
- Cortaderia araucana Stapf
- Cortaderia atacamensis (Phil.) Pilg.
- Cortaderia bifida Pilg.
- Cortaderia boliviensis M.Lyle
- Cortaderia columbiana (Pilg.) Pilg.
- Cortaderia echinata H.P.Linder
- Cortaderia egmontiana (Roem. & Schult.) M.Lyle ex Giussani, Soreng & Anton
- Cortaderia hapalotricha (Pilg.) Conert
- Cortaderia hieronymi (Kuntze) N.P.Barker & H.P.Linder
- Cortaderia jubata (Lemoine) Stapf
- Cortaderia modesta (Döll) Hack. ex Dusén
- Cortaderia nitida (Kunth) Pilg.
- Cortaderia planifolia Swallen
- Cortaderia pungens Swallen
- Cortaderia roraimensis (N.E.Br.) Pilg.
- Cortaderia rudiuscula Stapf
- Cortaderia selloana (Schult. & Schult.f.) Asch. & Graebn.
- Cortaderia sericantha (Steud.) Hitchc.
- Cortaderia speciosa (Nees) Stapf
- Cortaderia vaginata Swallen